# Іпшемуабі I
Іпшемуабі (Япашему-абі) I (д/н — поч. XVIII ст. до н. е.) — цар міста-держави Бібл близько 1795—1780 роках до н. е.

## Життєпис
Походив з династії Абішему. Син царя Абішему I. Продовжив політику попередника, зберігаючи вірність фараонам. Підтримував тісні культурні та торгівельні зв'язки з Єгиптом.
Успадкував батьківський титул єгипетського походження «хатійя» (ḥ3.tj-ˁ — «правитель міста»). Припускають, що розглядався фараонами як намісник, проте використання картушу для запису свого імені свідчить про значну самостійність Іпшемуабі I в управлінні своїми володіннями. Йому спадкував Якінель (за іншою версією Абішему II).
| i | i | p | S | mw | i | b | E8 |

 — ім'я Іпшемуабі I ієрогліфами.
Відома гробниця Іпшемуабі I в Біблському некрополі (№ 2), яка збереглася повністю. Поховання Іпшемуабі I багатше за поховання його батька. Знайдено видовбаний з білого вапняку саркофаг. Біля нього знаходилися різні речі, спочатку покладені до глиняного посуду: золотий вінець, позолочена зброя (на серпоподібному мечі вибито ім'я царя), дзеркала, ймовірно, єгипетського походження, пектораль, золотий усех (намисто-комір), золота прикраса у формі черепашки із зображенням сокола з коштовним камінням і картушем з ім'ям Іпшемуабі I. Поруч знаходилася оздоблена золотом скринька з обсидіану, з нанесеним на неї ім'ям фараона Аменемхета IV, срібна посудина. За різними версіями, ці предмети були виготовлені в Єгипті або зроблені в самому Біблі за єгипетськими зразками. Тіло Іпшемуабі I збереглися частково.